# Yemisi Ogunleye
Yemisi Ogunleye (Germersheim, 3 de octubre de 1998) es una deportista alemana que compite en atletismo, especialista en la prueba de lanzamiento de peso.
Participó en los Juegos Olímpicos de París 2024, obteniendo una medalla de oro en la prueba de peso.
Ganó una medalla de plata en el Campeonato Mundial de Atletismo en Pista Cubierta de 2024, una medalla de bronce en el Campeonato Europeo de Atletismo de 2024 y una medalla de plata en el Campeonato Europeo de Atletismo en Pista Cubierta de 2025. Además, obtuvo una medalla de plata en los Juegos Europeos de Cracovia 2023.

## Palmarés internacional
| Juegos Olímpicos                     | Juegos Olímpicos         | Juegos Olímpicos  | Juegos Olímpicos |
| Año                                  | Lugar                    | Medalla           | Prueba           |
| ------------------------------------ | ------------------------ | ----------------- | ---------------- |
| 2024                                 | París (Francia)          | Medalla de oro    | Peso             |
| Campeonato Mundial en Pista Cubierta |                          |                   |                  |
| Año                                  | Lugar                    | Medalla           | Prueba           |
| 2024                                 | Glasgow (Reino Unido)    | Medalla de plata  | Peso             |
| Juegos Europeos                      |                          |                   |                  |
| Año                                  | Lugar                    | Medalla           | Prueba           |
| 2023                                 | Chorzów (Polonia)        | Medalla de plata  | Peso             |
| Campeonato Europeo                   |                          |                   |                  |
| Año                                  | Lugar                    | Medalla           | Prueba           |
| 2024                                 | Roma (Italia)            | Medalla de bronce | Peso             |
| Campeonato Europeo en Pista Cubierta |                          |                   |                  |
| Año                                  | Lugar                    | Medalla           | Prueba           |
| 2025                                 | Apeldoorn (Países Bajos) | Medalla de plata  | Peso             |